# Sandfelli (Streymoy)
Sandfelli è una montagna alta 537 metri sul mare situata sull'isola di Streymoy, la maggiore dell'arcipelago delle Isole Fær Øer, in Danimarca.